# زیارتگاه چلیپایی
زیارتگاه چلیپایی مربوط به اوایل دوره قاجار است و در شهرستان زابل، بخش شیب آب، روستای کوه خواجه واقع شده و این اثر در تاریخ ۳۰ تیر ۱۳۸۴ با شمارهٔ ثبت ۱۲۲۹۵ به‌عنوان یکی از آثار ملی ایران به ثبت رسیده است.